# Aegomorphus chamelae
Aegomorphus chamelae es una especie de escarabajo longicornio del género Aegomorphus,  subfamilia Lamiinae. Fue descrita científicamente por Chemsak & Giesbert en 1986.
Se distribuye por América del Norte, en México. Mide 16-24 milímetros de longitud.